# NPG Asia Materials
NPG Asia Materials è una rivista scientifica di scienza dei materiali, sottoposta a revisione paritaria e pubblicata ad accesso aperto dalla Nature Publishing Group. È stata fondata nel 2009. Il caporedattore fondatore è stato Hideo Takezoe (Tokyo Institute of Technology); l'attuale caporedattore è Martin Vacha (Tokyo Institute of Technology).

## Indicizzazione
Gli abstract e gli articoli della rivista sono indicizzati da:
- Chemical Abstract Services[1]
- Science Citation Index Expanded[2]
- Scopus[3]

Secondo il Journal Citation Reports, nel 2021 la rivista ha ricevuto un fatore di impatto pari a 10.990. Al 2025 l'indice H è stato pari a 12.